# Babócsa
Babócsa (vyslovováno [babóča], chorvatsky Bobovec) je velká vesnice v Maďarsku v župě Somogy, spadající pod okres Barcs. Nachází se asi 11 km severozápadně od Barcse a asi 4 km severovýchodně od chorvatských hranic. V roce 2015 zde žilo 1510 obyvatel, z nichž jsou 84 % Maďaři, 13,2 % Romové, 0,4 % Němci, 0,2 % Chorvati a 0,1 % Rumuni.
Sousedními vesnicemi jsou Bolhó, Csokonyavisonta, Háromfa, Komlósd, Rinyaújnép a Somogyaracs.